# Llano Petrol
Llano Petrol es una compañía petrolera venezolana de capital privado con base en Araure, Estado Portuguesa. Se dedicó a la comercialización de combustible a través de una red de estaciones de servicio que alcanzó los 150 establecimientos. Comercializa una decena de lubricantes.
Llano Petrol fue fundada por Marcos Pérez Pires, el 4 de mayo de 1998 junto a un grupo de 16 propietarios de estaciones de servicio (gasolineras) de Portuguesa, un año después la empresa comenzó a crecer y estableció un acuerdo con industrias Venoco para el desarrollo y fabricación de lubricantes. Para el año 2000 crea la subsidiaria Sumix dedicada a la importación, exportación y distribución de repuestos y equipos para el suministro de combustible. En 2001 había crecido hasta alcanzar los 75 puntos de ventas ya a nivel nacional.
Luego Venoco adquiere la mayoría accionaría de Llano Petrol. En 2007 adquiere los activos de la estadounidense ExxonMobil en Venezuela. Se convirtió en la segunda compañía mayorista
privada de Venezuela, superada solo por Trébol Gas. A finales de 2008 la empresa cubría todas las entidades de Venezuela con excepción de Amazonas, Monagas, Nueva Esparta y Sucre, pero por decisión del gobierno venezolano se prohibió la presencia de mayoristas privadas, se expropió, y las estaciones de servicio de Llano Petrol fueron absorbidos por Deltaven que controla la marca PDV.